# Suspension acoustique
 (janvier 2023).
Si vous disposez d'ouvrages ou d'articles de référence ou si vous connaissez des sites web de qualité traitant du thème abordé ici, merci de compléter l'article en donnant les références utiles à sa vérifiabilité et en les liant à la section « Notes et références ».
Pour les articles homonymes, voir suspension.

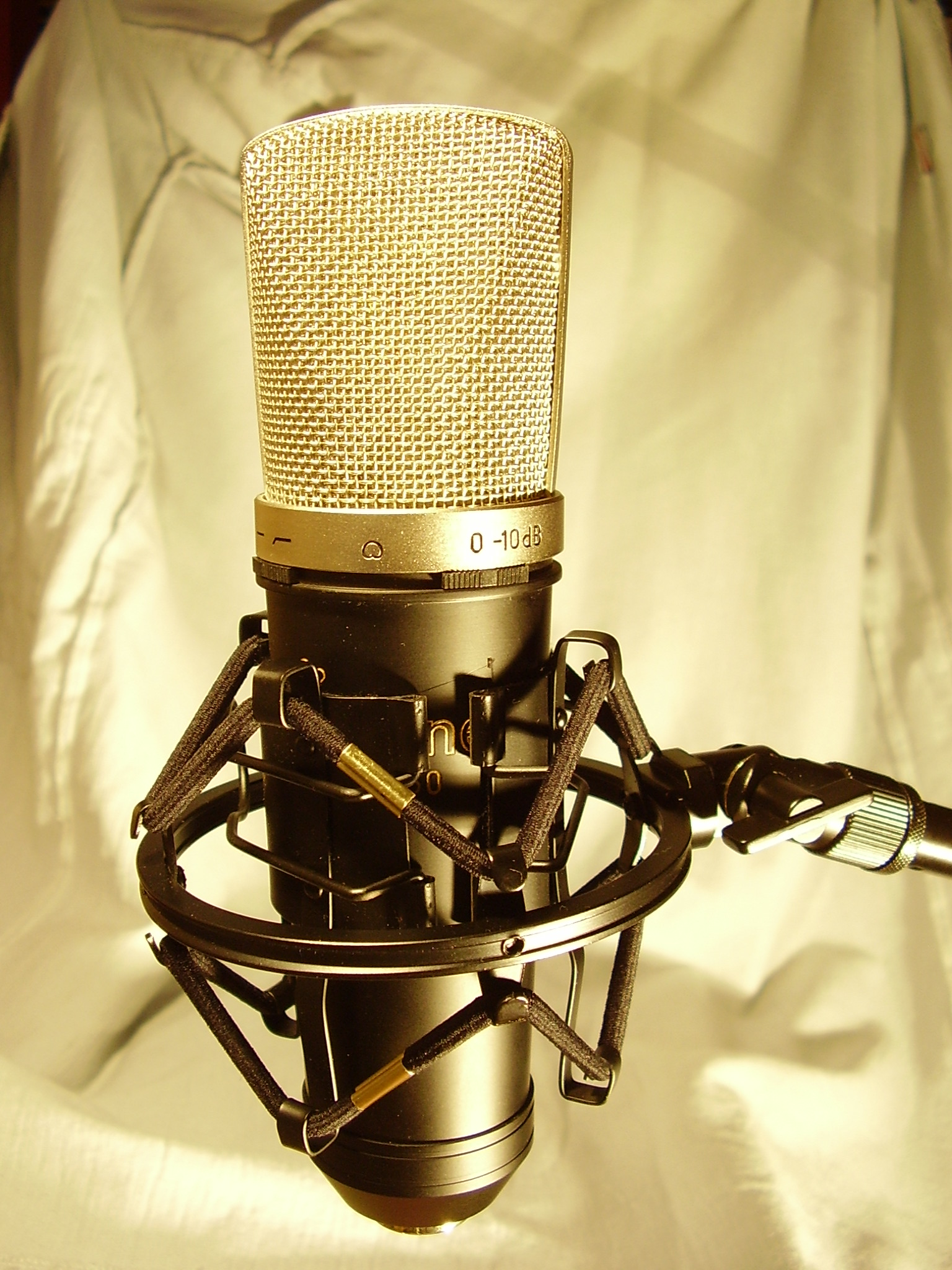
Microphone avec sa suspension élastique.

La suspension acoustique est un mécanisme utilisé dans les studios d'enregistrement pour accrocher les microphones aux perches. Le corps du microphone est isolé acoustiquement du sol grâce à des fils élastiques (généralement en zigzag) qui absorbent et amortissent les chocs et les vibrations.